# Eurasia, Rivista di Studi Geopolitici
Eurasia, Rivista di Studi Geopolitici é um jornal italiano de geopolítica em formato trimestral, fundado em 2004. Atualmente é gerida por Claudio Mutti que também é editor. 